# Manjang
Manjang is een bestuurslaag in het regentschap Pati van de provincie Midden-Java, Indonesië. Manjang telt 1571 inwoners (volkstelling 2010).